# Marmaduque Grove
 (août 2024).
Si vous disposez d'ouvrages ou d'articles de référence ou si vous connaissez des sites web de qualité traitant du thème abordé ici, merci de compléter l'article en donnant les références utiles à sa vérifiabilité et en les liant à la section « Notes et références ».
Marmaduque Grove (né le 6 juillet 1878 à Copiapó et mort le 15 mai 1954 à Santiago) est un homme politique chilien ayant été ministre de la Défense durant la République socialiste du Chili.